# Alicja Grabska
Alicja Grabska (ur. 14 czerwca 1999 w Krakowie) – polska koszykarka występująca na pozycji rozgrywającej, reprezentantka kraju, obecnie zawodniczka BC Polkowice.
21 sierpnia 2020 została zawodniczką CCC Polkowice.

## Osiągnięcia
Stan na 17 czerwca 2022.

### Drużynowe
Seniorek
- Mistrzyni Polski (2015, 2016, 2022[2])
- Wicemistrzyni Polski (2021)[3]
- Zdobywczyni:
  - Pucharu Polski (2022)[4]
  - Superpucharu Polski (2021)[5]

Młodzieżowe
- Wicemistrzyni Polski kadetek (2015)

### Reprezentacja
- Brązowa medalistka mistrzostw Europy U–18 dywizji B (2017)[6]
- Uczestniczka mistrzostw Europy U–20 (2019 – 7. miejsce)